# Otročínský potok (přítok Mže)
Otročínský potok je vodní tok v Plaské pahorkatině v okrese Tachov v Plzeňském kraji. Je levostranným přítokem řeky Mže. Délka toku činí 7,3 km.
Plocha jeho povodí měří 9,75 km².

## Průběh toku
Potok pramení v  nadmořské výšce 515 m severně od Víchova, části města Černošín v okrese Tachov. Od pramene teče jižním směrem, protéká Víchovem a Víchovským rybníkem i místním rybníkem v Otročíně. Stále jižním směrem pokračuje k silnici II/605 pod kterou se nad jezem u Nového mlýna východně od Milíkova vlévá zleva do Mže.
Nad levým břehem se poblíž soutoku potoka se Mží nachází dvě hradiště. Na ostrožně přímo nad soutokem stávalo nedatované milíkovské hradiště. Otročínské hradiště bývalo v době halštatské na ostrožně Hrádek asi 750 metrů severně od soutoku.